# Флескестай
Флескестай (дат. flæskesteg), ['flɛːskə.stɐ̯j] — датская версия запечённой свинины на шкурке (коже), считается одним из главных национальных блюд Дании. Фаворит датского рождественского ужина. По причине высокой жирности датчане обычно готовят его в холодное время года. «Изюминка» блюда — хрустящая шкурка или корочка (дат. svær), похожая на шкварки, которая считается изысканным деликатесом.

## История
На протяжении веков свинина была фаворитом в Дании, но именно после промышленной революции 1860-х годов, когда в домашнем хозяйстве стали использовать дровяные печи, жареная свинина, помимо колбас и ветчины, стала популярным блюдом. Мясо всегда готовили вместе с кожей, чтобы получить хрустящую корочку.

## Традиционный рецепт
Для приготовления этого праздничного блюда используется свиная шея (дат. nakkekam), корейка (дат. svinekam) или ребра (котлетная часть) (дат. Ribbensteg). Флескестай можно готовить в кастрюле, в духовке или на гриле. Флескестай всегда готовится с хрустящей шкуркой. Кусок свинины укладывается кожей наверх. Для начала необходимо разрезать кожу до мяса узкими полосками. Затем натереть её солью, добавив перец. В разрезы обычно вставляют лавровый лист и, по желанию, гвоздику. Затем мясо жарят в горячей духовке. Блюдо сопровождается отварным картофелем или маленькими карамелизированными картофелинами (дат. brunede kartofler). Их готовят, растопив сахар на сковороде на сильном огне и добавив кусочек сливочного масла. В состав блюда также обычно входит красная капуста (дат. rødkål), обжаренная на сливочном масле с уксусом. В капусту часто добавляют нарезанные яблоки и сок красной смородины. Многие датчане считают, что традиционный рецепт описан Кристин Мари Енсен в её кулинарной книге 1901 года.

## Бутерброды
Флескестай с красной капустой (дат. Flæskesteg med rødkål) также подается холодным на ржаном хлебе в качестве бутерброда, известного в Дании как смёрребрёд, разумеется, хрустящим. Бутерброд может быть дополнен черносливом, ломтиком апельсина и маринованным огурцом. Нарезанные флескестай в булочке или с гамбургерами можно приобрести во многих барах, уличных палатках. Также в супермаркетах в виде замороженного полуфабриката.